# David Ruetschmann

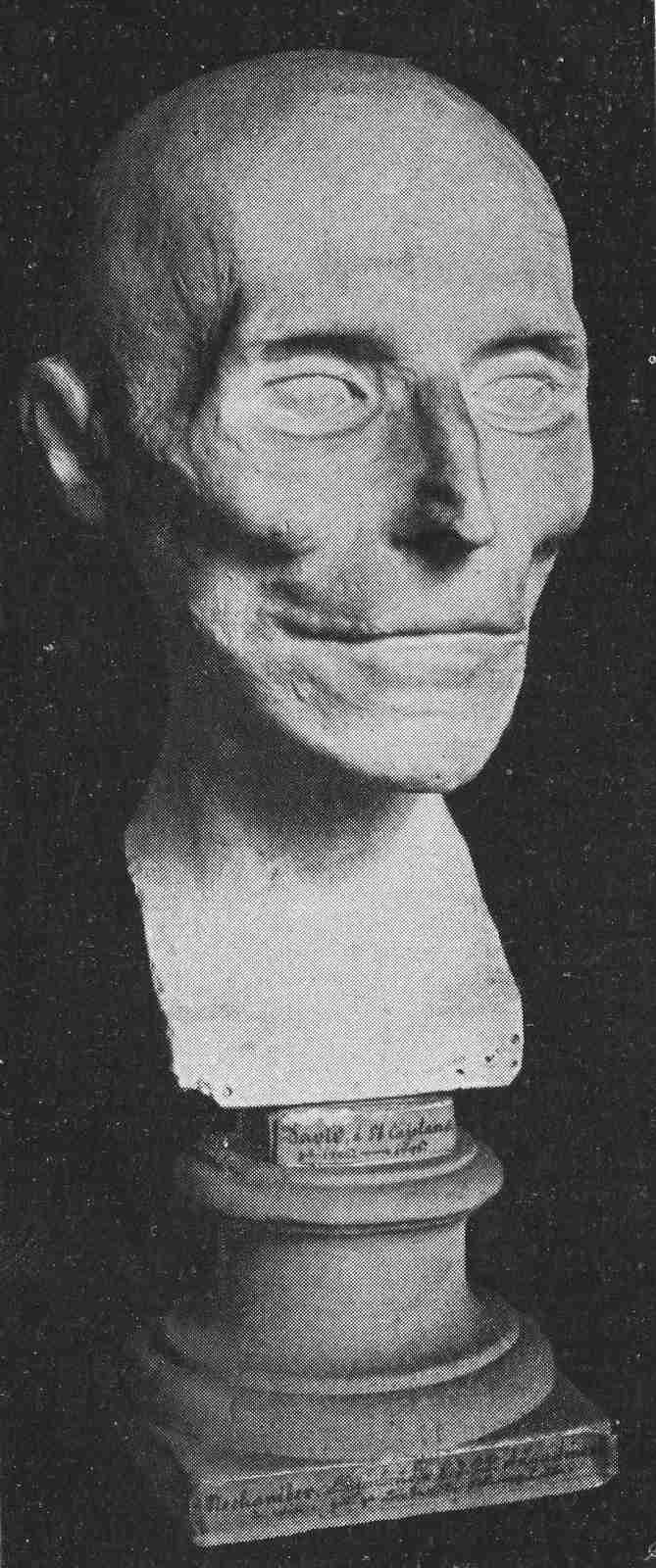
Busto de Cayetano Im Tode de la colección de cráneos de Franz Joseph Gall en el Museo Rollett de Baden.

David Ruetschmann, conocido como Rutschmann o hermano David a Sancto Cajetano (Wutach, 5 de octubre de 1726 - 4 de febrero de 1796 en Viena) fue un monje agustino, matemático, relojero y mecánico.

## Vida
Ruetschmann fue hijo de un carpintero en Wutach, condado de Fürstenberg, en la Selva Negra.  Desde los 12 años aprendió el oficio de carpintero y ebanista. Tras su aprendizaje, obtuvo conocimientos matemáticos y viajó a los 20 años, llegando a Viena en 1746, donde comenzó trabajando en un suburbio como carpintero. En 1753 ingresó en el monasterio agustino de Mariabrunn, donde profesó con el nombre de David a Sancto Cajetano desde el 22 de marzo de 1754. En 1760, se trasladó al monasterio agustino de Barfüßer, en Viena.
Durante cinco años asistió a clases de filosofía, matemáticas y mecánica en la Universidad de Viena, en esta última bajo la tutela de Joseph Walcher.
El 4 de febrero de 1796, Cajetano falleció en el monasterio de la corte vienesa y fue enterrado en el cementerio de Mätzleinsdorf, a las afueras de Viena.

## Obra

### Reloj astronómico

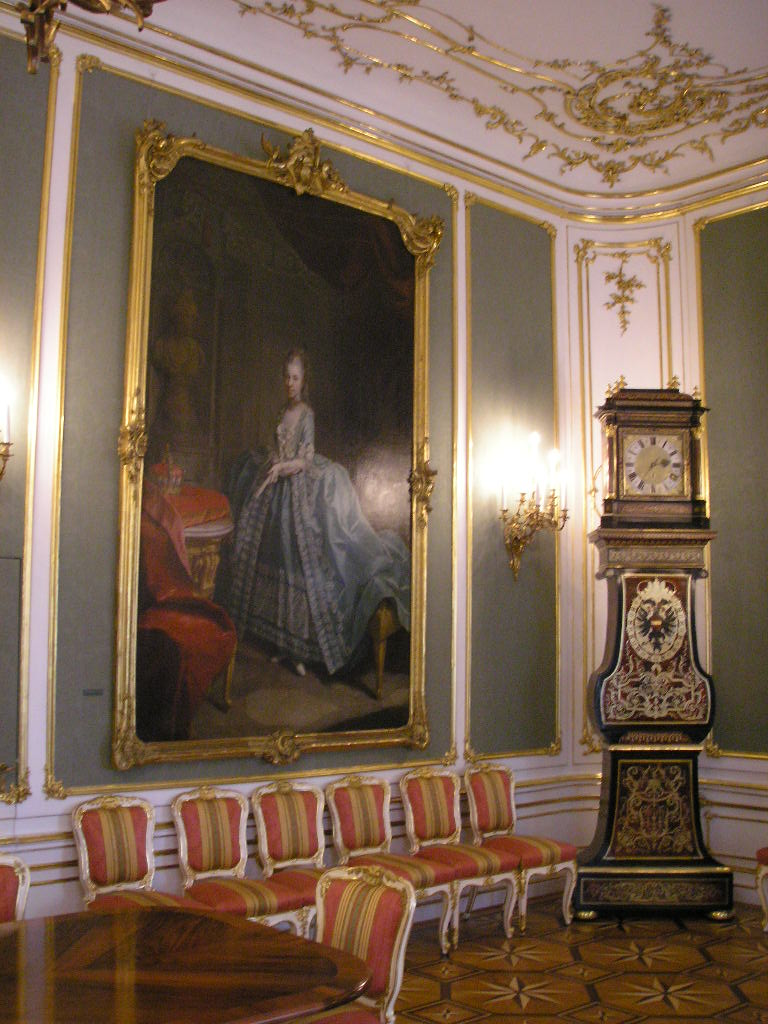
Salón Verde con el reloj de pie construido por David Ruetschmann.

En 1760, el hermano Cajetano comenzó a trabajar en un reloj astronómico que terminó el 21 de marzo de 1769. El reloj tiene dos diales, 32 manecillas y 20 partes móviles. Se puede usar para leer gran cantidad de datos astronómicos y calendáricos, como las fases lunares, las órbitas planetarias, los signos del zodíaco y la posición del eje de la Tierra, entre otros. El reloj se encuentra actualmente en el Museo del Reloj de Viena. En 1781, su sobrino, el relojero Josef Ruetschmann, se trasladó a Viena. Por encargo de Joseph von Schwarzenberg, construyó un reloj astronómico basado en los diseños y modelos de Cajetano, que aún pertenece a la familia Schwarzenberg.

### Grandes reparaciones
En agosto de 1769 comenzó la reparación del reloj Herzan, que según la tradición fue obra del relojero de Augsburgo Christof Schenner. Después de un año de reparación, lo entregó a la familia imperial (la emperatriz María Teresa, el emperador José II y Leopoldo II) en la Armería de Viena.
En 1774, puso en funcionamiento una máquina de Johann Georg Neßtfell que representaba la visión copernicana del mundo. Hizo un regulador de péndulo para el reloj de la Catedral de San Esteban.

### Honores
En 1773, Johann Baptist Wenzel Bergl pintó al fresco el techo de la biblioteca del monasterio y lo representó con una esfera armilar. La antigua biblioteca del Monasterio de la Corte de Viena es, desde 1829, una sala de lectura pública (Sala de Lectura Agustiniana) de la Biblioteca Nacional.
En 1996 se inauguró un busto de piedra arenisca en su lugar natal, Lembach.

### Textos
En su última década se dedicó principalmente al desarrollo teórico de su sistema de engranajes. Se han publicado tres artículos teóricos sobre este tema:
- Neues Rädergebäude oder Auflösung der Aufgabe wie eine ununterbrochene Bewegung durch ein Räderwerk ausgeführt werden kann; Heubner; Wien 1791
- Praktische Anleitung für Künstler, alle astronomischen Perioden durch brauchbare bisher noch nie gesehene ganz neue Räderwerke. Mit Leichtigkeit vom Himmel unabweichlich genau auszuführen sammt Erweiterung der Theorie des neuen Rädergebäudes von Fr. David a S. Cajetano, Augustiner Baarfüsser im k.k.Hofkloster; Wien und Leipzig 1793.[4]
- Neues Rädergebäude mit Verbesserungen und Zusätzen von Fr. David a S. Cajetano, Augustiner Baarfüsser im k.k.Hofkloster; Wien und Leipzig 1793.